# ムヌイム・ハーン

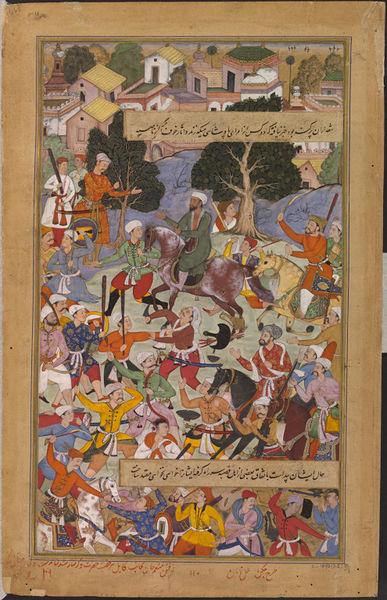
ムヌイム・ハーン

ムヌイム・ハーン（Munim Khan, 生年不詳 - 1575年10月23日）は、北インド、ムガル帝国の武将・政治家。摂政でもある。ムニム・ハーンとも呼ばれる。ハーン・ハーナーンの称号を持つ人物でもある。

## 生涯

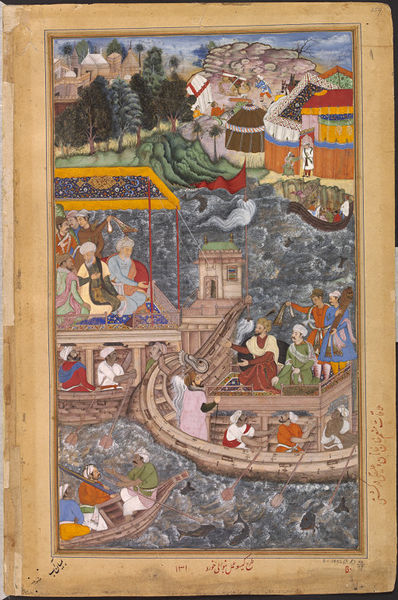
ムヌイム・ハーンとハーン・ザマーン

ムヌイム・ハーンはウズベク人ミーラーン・ベグ・アンディジャーニーの息子としてアンディジャーンで生まれた。
1555年6月、皇帝フマーユーンは長子アクバルを後継者とし、ムヌイム・ハーンをその後見人とした。ところが、バイラム・ハーンがデリー奪還で多大な功績を上げたため、バイラム・ハーンが後見となり、代わりにムヌイム・ハーンはカーブルにいたアクバルの弟ミールザー・ハキームの後見人となった。
第二次パーニーパトの戦いののち、権力を恣にしていたバイラム・ハーンの失脚計画に加わり、アクバルの乳母マーハム・アナガの要請により、ムヌイム・ハーンはバイラム・ハーンがミールザー・ハキームを利用しないよう彼を連れてデリーに赴いた。
1560年3月、バイラム・ハーンが失脚すると、ムヌイム・ハーンが摂政となった。だが、実際の権力はアクバルの乳母マーハム・アナガが握っており、また宰相位はアトガ・ハーンがムヌイム・ハーンを差し置いて握っていた。
ムヌイム・ハーンは自分を差し置いてアトガ・ハーンが宰相となったことに不満を抱いており、マーハム・アナガの息子アドハム・ハーンにアトガ・ハーンの暗殺を唆した。調子に乗りやすかったアドハム・ハーンはムヌイム・ハーンに唆され、彼自身もアトガ・ハーンが宰相であることが気にくわなかったため、その暗殺を計画した。
1562年5月、ムヌイム・ハーンに唆されたアドハム・ハーンは、アーグラ城の公謁殿でムヌイム・ハーンと会合をしていたアトガ・ハーンを短剣で刺し殺した。だが、アドハム・ハーンはまもなくアクバルによって殺害され、そののちムヌイム・ハーンはアーグラから逃げたが捕えられた。アクバルは彼を赦してその称号も回復させたが、その権力はすべて奪われて、単なる一武将に転落した。1564年にムヌイム・ハーンはジャウンプル太守となり、任地に赴いた。
1574年秋、ムヌイム・ハーンは総指揮としてベンガル・スルターン朝への遠征にあたったが、トーダル・マルが副将として作戦・軍律の指揮にあたった。また、ラシュカル・ハーンやイティマード・ハーンも派遣され、監察の役割を果たした。同年9月25日、ムヌイム・ハーンはベンガル・スルターン朝の首都ターンダーを占領した。
1575年3月3日のトゥカローイの戦いののち、その君主ダーウード・ハーン・カララーニーにはオリッサのみの統治権を認めさせる条約を締結させた。その後、ムヌイム・ハーンはターンダーからガウルへと移った。
同年10月23日、ムヌイム・ハーンは流行していたペストに感染して死亡した。死後、ダーウード・ハーン・カララーニーによってガウルが奪われた。